# Cardiomyopathie
Cardiomyopathie, wat letterlijk hartspierziekte betekent, is de verslechtering van de functie van myocardium. Het is een algemene term voor heel verschillende aandoeningen van de hartspier, met verschillende oorzaken en verschillende klinische beelden.
Lijders aan cardiomyopathie lopen risico op aritmie of plotselinge hartdood of allebei.

## Indeling
De verschillende varianten van een cardiomyopathie worden doorgaans, op grond van cardiografische kenmerken, ingedeeld in vier klassen. Niet altijd is een cardiomyopathie goed in een van de klassen in te delen, want er komen mengvormen voor. Daarnaast bestaan er ook een aantal heel aparte cardiomyopathieën met heel karakteristieke kenmerken die niet in deze klassen in te passen zijn, zoals een takotsubocardiomyopathie en een ARVD.

## Dilaterende cardiomyopathie (DCM)
DCM of congestieve cardiomyopathie wordt gekarakteriseerd door een slecht samenknijpende en gedilateerde linkerventrikel, maar soms kan ook de rechterventrikel betrokken zijn. Dit leidt tot hartfalen. Ritmestoornissen treden vaak op. Boezemfibrilleren komt in 20-30% van de gevallen voor. Daarnaast is er een neiging tot stolselvorming in het hart, wat kan leiden tot trombo-embolische complicaties. Het is de meest voorkomende vorm van cardiomyopathie. De oorzaken zijn zeer divers:
- (post-)infectieus: diverse virussen en bacteriën, als eindstadium van een myocarditis;
- intoxicatie: cocaïne, alcoholmisbruik (ook geassocieerd met vitamine-B1-deficiëntie);
- iatrogeen: onder meer sommige chemostatica, röntgenstraling;
- metabool: vitamine B1-deficiëntie (natte beri-beri);
- erfelijk - steeds vaker wordt een erfelijke oorzaak gevonden als oorzaak. Familiair voorkomende DCM's kunnen autosomaal dominant, autosomaal recessief en geslachtsgebonden overerven. In de meeste onderzochte families was sprake van autosomaal dominante overerving. Bij voorkomen op zeer jonge leeftijd kan er zowel sprake zijn van een autosomaal recessief gen als van een geslachtsgebonden overerving (syndroom van Barth);
- idiopathisch: in circa 30% van de gevallen wordt geen oorzaak gevonden.

## Hypertrofische (obstructieve) cardiomyopathie (HCM)
Deze cardiomyopathie wordt doorgaans afgekort tot HCM. Indien sprake is van een obstructie van de linkerventrikeluitstroombaan (LVOT), wordt het HOCM genoemd, waarbij de O staat voor obstructief. HCM is gekenmerkt door een asymmetrische hypertrofie (verdikking) van de hartspier, in de volksmond ook wel een vergroot hart. Meestal is het interventriculaire septum aangedaan, soms juist de apex van de linkerventrikel. Het is een autosomaal dominant overervende afwijking van progressieve aard cardiogenetica.
Deze vorm kan onder andere gepaard gaan met plotse hartdood door ventrikelfibrilleren, een verhoogd risico op trombo-embolieën, en hartfalen. Hartfalen kan ontstaan door de stijfheid van de verdikte hartspier (diastolisch hartfalen), door een vernauwing van de linkerventrikeluitstroombaan door de toenemende dikte van het hartkamertussenschot, of door een mitraliskleplekkage.

Het beloop van de aandoening is progressief. Patiënten overlijden door ventrikelfibrilleren, door het toenemende hartfalen of door trombo-embolische complicaties.

Met medicatie kunnen de secundaire symptomen enigszins bestreden worden. Verbetering van symptomen en verbetering van prognose is gevonden bij hoge doses bètablokkers of hoge doseringen verapamil (isoptin). Preventie van plotse hartdood middels een ICD is soms geïndiceerd. Bij de mens zijn tot op heden negen verschillende kandidaatgenlocaties geïdentificeerd, waarvan één (Kittleson et al.) qua locatie overeenkomt bij de tot op heden geïdentificeerde genlocatie bij het kattenras Maine Coon.

## Non-compactiecardiomyopathie (NCC)
Non-compactiecardiomyopathie (NCC), ook wel geïsoleerde non-compaction van het ventriculaire myocard (INVM), is een zeldzame vorm van een hartafwijking waarbij het weefsel van het ventriculaire myocard (dat wil zeggen, de daadwerkelijke hartspier) niet goed is qua weefselstructuur. Na HCM en DCM is NCC de meest voorkomende oorzaak van primaire cardiomyopathie bij kinderen.
Het gaat om een aangeboren afwijking, die ontstaat in de 20e week van de zwangerschap. De linkerventrikelwand van het hart is er vanaf de geboorte niet in geslaagd te groeien. Deze heeft een sponzige verschijning wanneer deze bekeken wordt tijdens een echocardiogram. De aandoening uit zich door hartfalen, ritmestoornissen en een verhoogde kans op trombusvorming. In sommige gevallen is een harttransplantatie nodig.
NCC geeft meestal klachten vanaf de kinderleeftijd. NCC is verantwoordelijk voor ongeveer 10% van de structurele cardiomyopathieen bij kinderen. De aandoening manifesteert zich vaak op kinderleeftijd en kent een hoge mortaliteit door hartfalen en ritmestoornissen.
De meeste gevallen van NCC erven autosomaal dominant over. Ook zijn X-linked overerving en NCC in het kader van chromosoomafwijkingen beschreven. DNA-diagnostiek naar een aantal van de causale genen is mogelijk. De afwijking is waargenomen in combinatie met 1q21.1-deletiesyndroom.
Cardiologisch beeldvormend onderzoek, zoals een MRI-scan en genetisch onderzoek bij patiënten en hun eerstegraads familieleden zijn gezien de kans op plotse hartdood zinvol. DNA-onderzoek van een beperkt aantal genen is mogelijk. De aandoening is zeer heterogeen, waardoor de kans op het aantonen van een mutatie op dit moment nog laag is. Wel kan een controleadvies aan eerstegraads familieleden gegeven worden.

## Restrictieve cardiomyopathie
Bij een restrictieve cardiomyopathie is de hartsspier verstijfd. Dit geeft met name benauwdheid bij inspanning. Deze vorm komt op een na het minst voor en is doorgaans geassocieerd met stapelingsziektes, zoals sarcoïdose en amyloïdose.

## Aritmogene rechterventrikelcardiomyopathie (ARVC)
Deze vorm, afgekort ARVC, vaak ook aritmogene rechterventrikeldysplasie (ARVD) genaamd, wordt gekenmerkt door fibro-fatty degeneration van vooral de rechter ventrikel. Deze myocarddegeneratie leidt uiteindelijk tot een gedilateerde en slecht functionerende rechterventrikel. Soms doet ook de linkerventrikel mee.
Van oudsher was de prognose van deze aandoening zeer slecht, velen overleden vroegtijdig aan plotse hartdood ten gevolge van ventrikelfibrilleren. Ventrikelfibrilleren ontstaat doordat de degeneratie van het myocard resulteert in trage geleidingssnelheden, geleidingsblok en spatiële variatie in geleidingssnelheid: een typisch substraat voor het ontstaan van ventrikelfibrilleren. Door implantatie van een ICD kan plotse hartdood door ventrikelfibrilleren doorgaans worden voorkomen. Deze cardiomyopathie komt in sommige families veelvuldig voor (genetische component) en is zeldzaam, het treft 1 op de 5000 personen.

## Takotsubocardiomyopathie
De takotsubocardiomyopathie is een aparte vorm van cardiomyopathie, die niet ingedeeld kan worden in een van de vier groepen. Het wordt gekenmerkt door apical ballooning. Apical ballooning betekent dat de apex van het hart tijdens de contractie van de ventrikels niet samentrekt. Bij een LV-angiogram geeft dat in het linkerventrikel een ballonvormig aspect. De oorzaak is onbekend.

## Therapie
De behandelingen zijn primair gericht op het behandelen van de achterliggende oorzaak. Indien sprake is van irreversibele schade, zal gestart worden met de gebruikelijke hartfalenmedicatie, zoals bètablokkers, ACE-remmers, diuretica (plastabletten) en acenocoumarol ter preventie van stolselvorming in de hartkamers. Soms kan een biventriculaire pacemaker verbetering van de klachten geven. Bij ernstige ritmestoornissen worden pacemakers of implanteerbare defibrillatoren gebruikt (ICD). In zeldzame gevallen wordt een harttransplantatie verricht.